# Giles Alexander Smith
Giles Alexander Smith, né le 29 septembre 1829 dans le comté de Jefferson (New York) et décédé le 5 novembre 1897, fut un major général de l'Union.
Il est enterré à Bloomington dans le comté de McLean, État de l'Illinois.

## Avant la guerre
Giles Alexander Smith, après avoir quitté New York pour l'Ohio, est propriétaire d'hôtel avant le début de la guerre de Sécession.

## Guerre de Sécession
Giles Alexander Smith s'engage en tant que capitaine dans le 8th Missouri Volunteer Infantry le 14 juin 1861, alors que son frère Morgan Lewis Smith, futur brigadier général, commande ce régiment en tant que colonel,.
Il est remarqué lors de la bataille de Fort Donelson et participe à la bataille de Shiloh.
Il est promu lieutenant-colonel le 12 juin 1862 puis colonel le 30 juin 1862. Il commande alors une brigade de l'armée commandée par Sherman.
Après avoir été remarqué lors de la prise de l'Arkansas Post, il est promu brigadier général des volontaires le 4 août 1863, et est breveté major général des volontaires le 1er septembre 1864 pour « service long, continu et pour bravoure spéciale et complétude en tant qu'officier » pendant la campagne d'Atlanta et celle de Savannah.
Il participe aux combats de Vicksburg sous les ordres du général Grant, puis, de nouveau sous les ordres du général Sherman à la campagne d'Atlanta.
Il est promu major général des volontaires le 24 novembre 1865. En 1865, il commande une division du 25th Corps, le seul corps de l'Union ne contenant que des troupes de couleurs et est transféré au Texas.

## Après la guerre
Giles Alexander Simth quitte le service actif le 1er février 1866. Il est alors délégué de l'Illinois lors de la convention nationale républicaine en 1868. En 1869, il est nommé Second Assistant Postmaster General par le président Grant mais démissionne pour raison de santé en 1872. Il part alors pour la Californie en 1874 pour recouvrer la santé et finalement revient à Bloomington peu avant de mourir.